# Ian Brooker
Murray Ian Hill Brooker, besser bekannt als Ian Brooker (* 2. Juni 1934 in Adelaide, South Australia; † 25. Juni 2016 in Canberra), war ein australischer Botaniker. Er galt als Kapazität für die Gattung Eucalyptus. Sein botanisches Autorenkürzel lautet „Brooker“.

## Leben

### Frühe Jahre
Ian Brooker wurde am 2. Juni 1934 als Sohn von Flossie und Murray Brooker geboren. Er besuchte die East-Adelaide-Grundschule und anschließend das St. Peter’s College in Adelaide. Er studierte an der University of Adelaide und schloss seine Studien dort mit dem Titel B.Ag.Sc. (Bachelor of Agricultural Sciences) ab. Von 1957 bis 1963 arbeitete Brooker in den „Soil Conservation Branch“ des „Department of Agriculture of South Australia“. Aus dieser Zeit stammen zwei frühe Arbeiten zu bodenkundlichen Themen, die im „South Australian Journal of Agriculture“ veröffentlicht wurden.

### Wechsel zur Botanik
Ab 1963 studierte er Botanik an der Australian National University (ANU) in Canberra. 1966 erwarb er sich dort einen M.Sc. mit einer Arbeit über „A biosystematics study of Eucalyptus oleosa F. Muell“. Brooker blieb bis 1969 am botanischen Institut der ANU und arbeitete anschließend ein Jahr lang am Western Australian Herbarium in Perth. Seine Tätigkeit in Perth resultierte in Brookers einziger vegetationsgeographischen Arbeit, einer Beschreibung der Flora der Millstream-Region in der Hamersley Range.

### Tätigkeit als Eukalyptenexperte
1970 wechselte Brooker zum „Forest Research Institute“ in Canberra an, das heute Teil der „Commonwealth Scientific and Industrial Research Organisation“ (CSIRO) ist, und arbeitete dort am Australian National Herbarium. Von diesem Zeitpunkt an beschäftigte er sich nahezu ausschließlich mit der Taxonomie und Bestimmung der Eukalypten. Er reiste durch ganz Australien, um Typusmaterial zu sammeln. Das Australian National Herbarium verzeichnet 12.494 Pflanzenproben, die von Brooker gesammelt wurden. Unter den 60 Holotypen die Brooker im Laufe seiner Karriere aufgesammelt hat, befindet sich nur eine Art (Daviesia purpurascens), die nicht den Eukalypten zuzuordnen ist.
1980/81 war Brooker „Australian Botanical Liaison Officer“ an den Royal Botanic Gardens in Kew (London). Von 1982 bis 1989 war er in Perth stationiert um die Eukalypten Westaustraliens zu erforschen, kehrte dann aber nach Canberra zurück. 1999 wurde er in den Ruhestand versetzt, blieb aber bis 2015 als ehrenamtlicher Mitarbeiter der CSIRO tätig. Im Jahr 2000 promovierte er an der ANU mit einer Neuinterpretation der Gattung Eucalyptus („A new classification of the genus Eucalyptus“) zum D.Sc.
Murray Ian Hill Brooker verstarb am 25. Juni 2016 in Canberra.

## Ehrungen

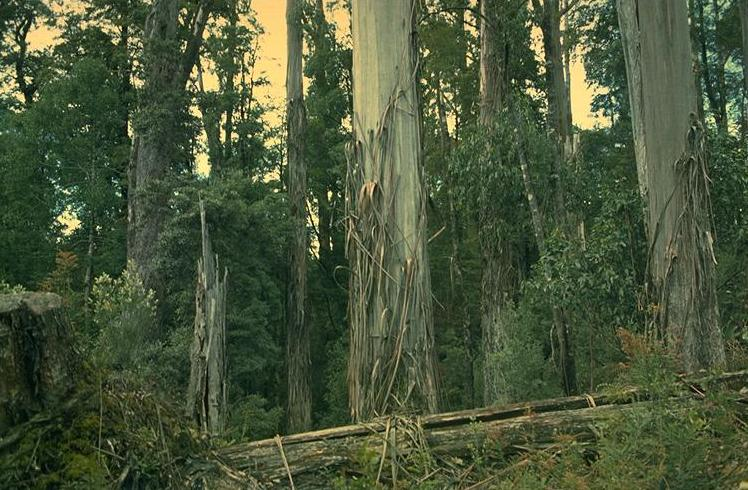
Eucalyptus brookeriana

1979 benannte Alan M. Gray eine neue Eukalyptenart aus Tasmanien im zu Ehren als Eucalyptus brookeriana. Gray hatte ursprünglich die Schreibweise „brookerana“ gewählt, die später allerdings, entsprechend einer Empfehlung des International Code of Botanical Nomenclature, zu „brookeriana“ korrigiert wurde.
2006 wurde er zum Member (AM) des Order of Australia ernannt.

## Veröffentlichungen
Brooker veröffentlichte über 100 wissenschaftliche Arbeiten, in denen er mehr als 200 neue Taxa beschrieb. Seine umstrittenste Arbeit ist wohl seine Dissertation, die 2000 im Fachmagazin „Australian Systematic Botany“ veröffentlicht wurde. Brooker bricht darin mit der traditionellen systematischen Dreigliederung der Eykalypten und wertet die Gattungen Angophora und Corymbia als Untergattungen einer einzelnen Gattung Eucalyptus.

### Bücher
Neben wesentlichen Beiträgen in der vierten und fünften Auflage des populären Werkes „Forest Trees of Australia“ veröffentlichte Brooker auch mehrere eigene Bücher.

#### „Eucalyptus Seed“
Sein erstes Buch, das er gemeinsam mit seinen Coautoren Doug Boland und John Turnbull verfasst hatte, erschien 1980 im Verlag der CSIRO. Das Werk beschreibt in sechs Kapiteln die Entwicklung und Morphologie von Eukalyptensamen sowie forstwirtschaftliche Aspekte, wie die Gewinnung der Samen oder die Aufzucht von Setzlingen. David A. Kleinig steuerte rasterelektronenmikroskopische Aufnahmen der Samen von mehr als 150 Eukalyptenarten bei. Stephen Hopper beschrieb das Buch 2016 als „nach wie vor brauchbar“ („still useful“).

#### „Field Guide to Eucalypts“
Sein umfangreichstes und wohl auch bekannteste Werk veröffentlichte Brooker gemeinsam mit Kleinig. In drei Bänden, die zwischen 1983 und 1994 erschienen, werden Eukalypten verschiedener australischer Regionen beschrieben. Band 1 deckt den Südosten Australiens ab, Band 2 den Süden und Südwesten und Band 3 den Norden des Kontinents.

#### „Atlas of Leaf Venation and Oil Glands in the Eucalypts“
Der 2013 gemeinsam mit Dean Nicolle veröffentlichte Atlas beschreibt die Nervatur und die Verteilung der Öldrüsen frischer Eukalyptusblätter und ist als Bestimmungshilfe im Gelände gedacht.

### Die Datenbank EUCLID
Auf Drängen von Judy G. West leitete Brooker ab 1996 die Erstellung einer elektronischen Datenbank zu Bestimmung unterschiedlicher Eukalyptenarten („EUCLID“). Die erste Auflage der Datenbank erschien bereits 1997 auf CD. 2002 erschien die zweite, aktualisierte und erweiterte Auflage in der auf zwei CDs 690 Arten und Unterarten der Gattungen Eucalyptus und Angophora beschrieben wurden. Die Dritte Auflage erschien 2006 auf DVD und beschrieb 894 Arten und Unterarten der Gattungen Eucalyptus, Angophora und Corymbia. Seit 2015 ist die vierte Auflage der Datenbank auch online im Internet abrufbar.